# 9266 Holger
9266 Holger eller 1978 RD10 är en asteroid i huvudbältet som upptäcktes den 2 september 1978 av den svenske astronomen Claes-Ingvar Lagerkvist vid La Silla-observatoriet i Chile. Den är uppkallad efter den danske astronomen Holger Pedersen.
Asteroiden har en diameter på ungefär 5 kilometer och den tillhör asteroidgruppen Koronis.